# 杰夫·希普顿
杰夫·希普顿（英語：Geoff Shipton，1941年6月4日—），澳大利亚男子游泳运动员，主攻自由泳。他曾代表澳大利亚参加1960年夏季奥林匹克运动会游泳比赛，获得男子4×100米混合泳接力银牌。